# Fog Joggers
Fog Joggers ist eine deutsche Indie-Rock-Gruppe.

## Geschichte
Die Band wurde 2007 in Krefeld gegründet. Der Name der Gruppe war einer von mehreren Vorschlägen, die vom Schlagzeuger unterbreitet wurden und spielt auf den Namen von dessen erster Band an. Das Debütalbum Let’s Call It a Day erschien am 14. Oktober 2011 über Welcome Home Music. Bekanntheit erhielt die Band durch ihren Song „Waiting in the Wings“ (2011), den die Bitburger Brauerei in ihren Werbespots verwendet. Am 23. Mai 2014 erschien das Album From Heart to Toe. Im Sommer 2016 stieg Christian Peitz (Orgel) aus der Band aus, Christian Hermanns stieß zur Gruppe. 2015 und 2016 folgten diverse Auftritte im Vorprogramm der Band Revolverheld, im April 2017 feierte die Gruppe ihr zehnjähriges Bestehen in der Kulturfabrik Krefeld mit Gästen wie Patrick Richardt.
Bis Anfang 2017 hieß die Band The Fog Joggers, entfernte dann jedoch den Artikel und heißt seither nur noch Fog Joggers.

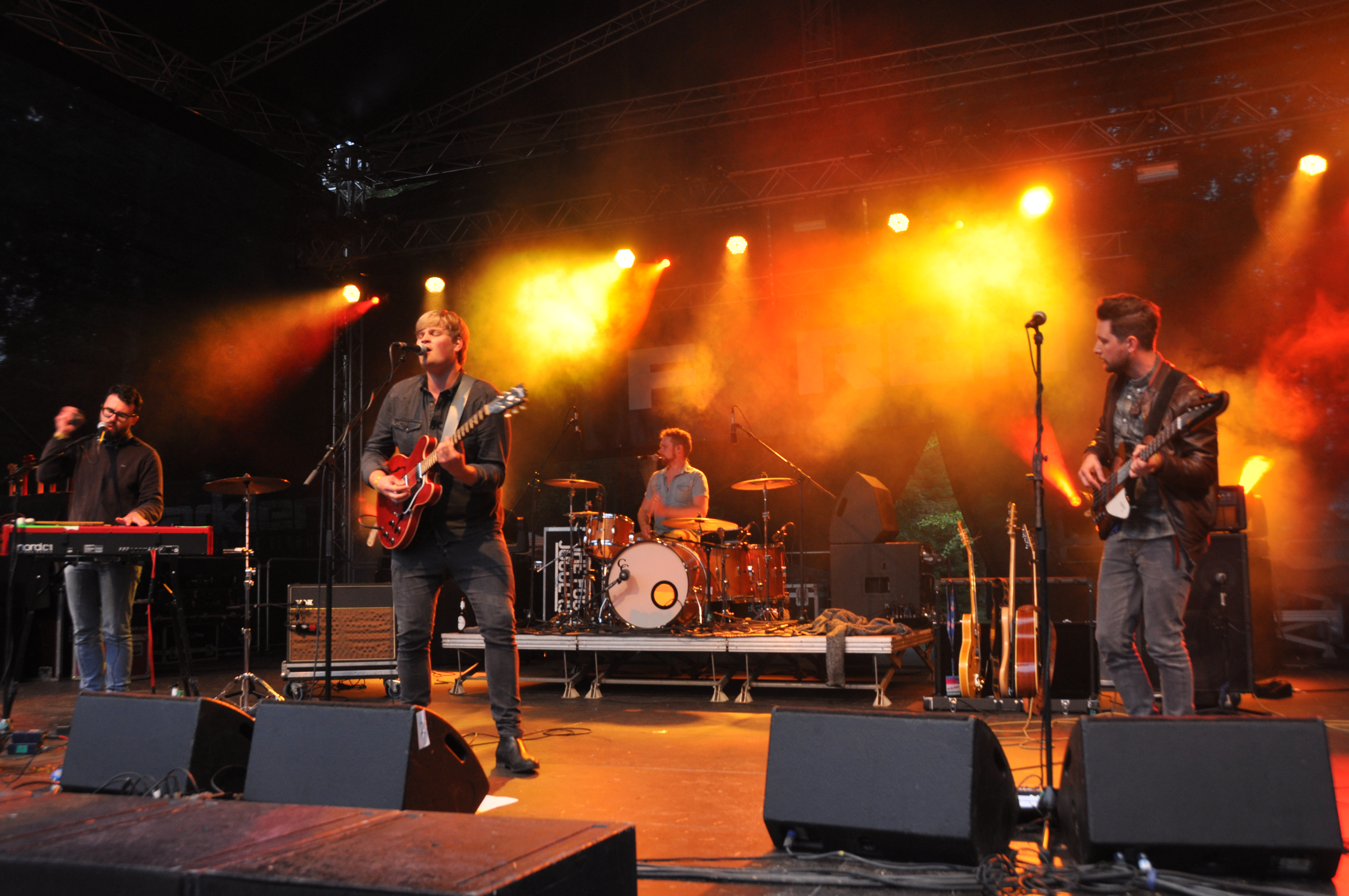
The Fog Joggers beim Blacksheep-Festival 2014

## Diskografie
- 2008: Autumn Girl (Single, I Hate Music Records)
- 2010: Waterfalls
- 2010: To Strangers and Friends (EP, Welcome Home Music)
- 2011: Let’s Call It a Day (LP, Welcome Home Music / Snowhite / Rough Trade)
- 2014: From Heart to Toe (LP, Welcome Home Music)